# David van Hoogstraten

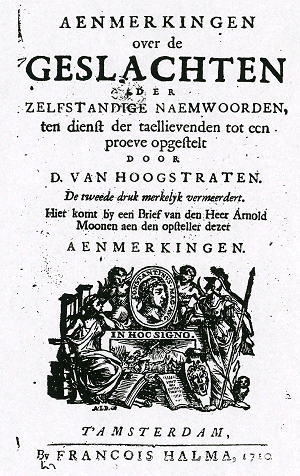
Titelpagina van Aenmerkingen, uitgegeven door F. Halma (Amsterdam, tweede druk, 1710).

David van Hoogstraten (Rotterdam, 14 maart 1658 – Amsterdam, 21 november 1724) was een arts, dichter en taalkundige eind zeventiende, begin achttiende eeuw.

## Levensloop
David van Hoogstraten, zoon van de uitgever, vertaler en dichter François van Hoogstraten en Hester de Koning, studeerde geneeskunde in Leiden en werkte vervolgens als arts in Dordrecht. In 1685 trouwde hij met Maria van Nispen (1663-1708). Zij kregen negen kinderen (vijf overleden op jonge leeftijd). Na hun trouwen werd Van Hoogstraten onderwijzer aan een Latijnse school in Amsterdam. In 1694 werd hij daar conrector tot hij in 1722, wegens lichamelijke klachten, eervol en met behoud van jaarwedde werd ontslagen. Twee jaar daarna viel hij in de mist in het water en overleed acht dagen later, 66 jaar oud.
David was een neef van de schilder Samuel van Hoogstraten en een broer van de dichter Jan van Hoogstraten.

## Taalkunde en letterkunde
David van Hoogstraten publiceerde een aantal werken op het gebied van de Nederlandse taalkunde. Het meest bekend werd hij met zijn woordenlijst waarin hij het geslacht van zelfstandige naamwoorden vastlegde. Hij gebruikte de werken van Vondel en Hooft om te bepalen welk geslacht aan een woord zou moeten worden toegekend. In 1704 publiceerde hij een Latijns-Nederlands woordenboek. Later in zijn leven begon hij Het Groot Algemeen Historisch, Geographisch en Oordeelkundig Woordenboek (10 delen), dat na zijn dood door anderen werd voltooid.
Naast de taalkunde hield Van Hoogstraten zich bezig met de letterkunde. Hij schreef een Nederlandse retorica (na zijn dood verschenen in 1725), verzorgde edities van werk van verschillende dichters en publiceerde zowel Latijnse als Nederlandstalige poëzie van zijn eigen hand.
Van Hoogstraten onderhield contacten met schrijvers als Joannes Antonides van der Goes, Joachim Oudaen, Petrus Francius, Arnold Moonen, Joannes Vollenhove en Gerard Brandt. Zijn beste vriend was Pieter Rabus, met wie hij ook gezamenlijk gedichten schreef. De Amsterdamse dichteres Katharyne Lescailje schreef een drempeldicht voor de uitgave van zijn gedichten (1696).

## Gedicht van David van Hoogstraten
Op de Uitvaart van den Admiraal de Ruiter
Al d'aerde weent op dezen droeven dag.
Geheel Europe, aen 't schudden, voelt dien slag,
Die 't hart benaeut van allerhande volken.
Het naer gekerm verheft zich aen de wolken.
Betogen met een roukleed overal.
De vyand zelf beschreit dien zwaren val,
En eert het lyk, terwyl het door de baren
Naer 't vaderlant voorby zyn kust komt varen.
(Gedichten, p. 119)

## Publicaties (selectie)
- Aenmerkingen over de geslachten der zelfstandige naemwoorden (1700)
(later getiteld: Lyst der gebruikelykste zelfstandige naemwoorden)
- Nieuw Woordenboek der Nederlantsche en Latynsche Tale (1704)
- Beschryving der heidensche goden en godinnen (1716)
- Beginselen of Kort Begrip der Rederykkunst (1725)

Poëzie
- Gedichten (1697)
- Poëmata (Latijnse poëzie) (1728)

Uitgave werk van andere dichters
- Mengelwerken van Hooft. Amsterdam, 1704
- J. v. Broekhuizens gedichten. Amsterdam, 1711
- Joachim Oudaans Poëzy. Amsterdam, 1712
- Gedichten. Joannes Antonides van der Goes. Amsterdam, 1714
- H. Dullaerts Gedichten. Amsterdam, 1719
- Treurspelen van Vondel (2 dln.). Amsterdam, 1719

Vertalingen
- Vertalingen van diverse medische teksten uit het Latijn
- Aentekeningen (1685-1694), vertalingen van Hugo de Groots Annotationes op het Nieuwe Testament
- Ezopische fabelen van Fedrus (1704) uit het Latijn

- Biblioteca Nacional de España: XX1621306
- Bibliothèque nationale de France: cb15099352z (data)
- Biografisch Portaal: 61378955
- Digitale Bibliotheek voor de Nederlandse Letteren: hoog002
- Gemeinsame Normdatei: 128678135
- International Standard Name Identifier: 0000 0000 2463 1860
- Library of Congress Control Number: n79065093
- Nationale Bibliotheek van Tsjechië: ola2016917115
- Nederlandse Thesaurus van Auteursnamen: 070087822
- Système universitaire de documentation: 127573364
- Virtual International Authority File: 29826343
- WorldCat: E39PBJwdgVj93Wd7qW6tXMDpfq